# Hans de Witte
Hans de Witte, ab 1624 de Witte Ritter von Lilienthal  (* 1583 in Antwerpen; † 11. September 1630 in Prag) war als Calvinist kaiserlicher Finanzier und Hofbankier während des Dreißigjährigen Krieges.

## Leben und Wirken

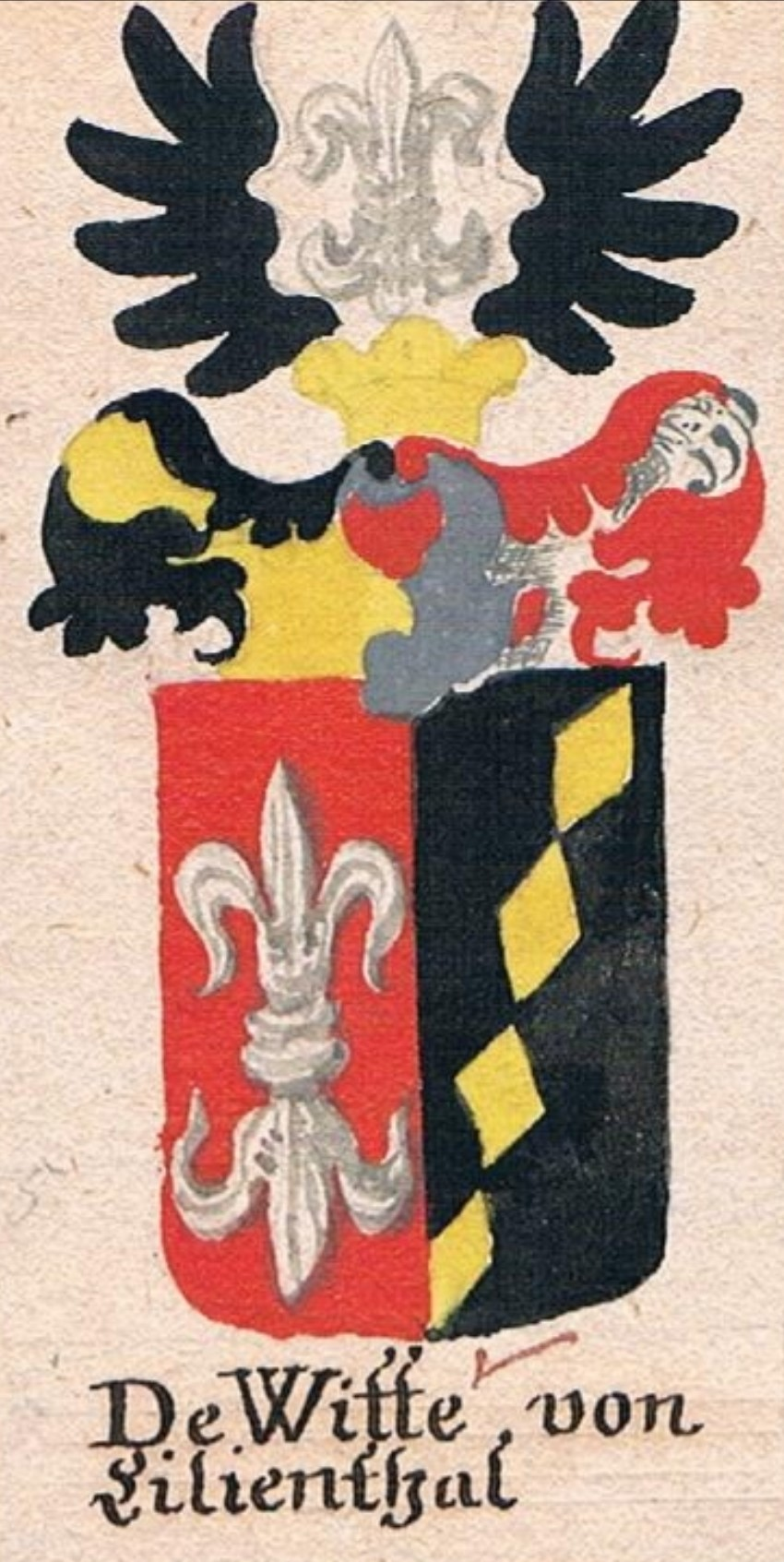
Wappendarstellung Hans de Witte / von Lilienthal, um 1800, verliehen von Kaiser Ferdinand II. am 9. Mai 1624

Hans de Witte, Ritter von Lilienthal, von Kaiser Ferdinand II. am 9. Mai 1624 in den böhmischen Adelstand erhoben, war ein Calvinist aus Flandern und Finanzier. Er pachtete 1622 von Kaiser Ferdinand II. ein Münzregal, gemeinsam mit Jacob Bassevi, Karl von Liechtenstein, Albrecht von Wallenstein und Paul Michna von Waitzenhofen. Dieses Konsortium führte eine Münzverschlechterung durch, die zu einer großen Inflation mit Hungersnöten führte, die Münzpächter dagegen zunächst bereicherte.
Hans de Witte war einer der Vorstände der Kaufmannschaft in Prag in Böhmen und der nach außen in Erscheinung tretende Pächter des Münzregals von der kaiserlichen Finanzverwaltung. Er und weitere Personen übernahmen mit dem Prager Münzkonsortium in einem Vertrag vom 18. Januar 1622 das gesamte Münzwesen in Böhmen, Mähren und Österreich ob und unter der Enns bis zum 16. Februar 1623 gegen einen Pachtbetrag von sechs Millionen Gulden der Münzverschlechterung. Innerhalb dieses Jahres ruinierten sie durch eine entstehende Inflation die Einwohner dieser Länder.
Hans de Witte von Lilienthal, der den größten Teil der Pachtsumme vorgestreckt hatte, verlor nach kurzer Zeit seinen dadurch erworbenen Reichtum wieder. Im August 1630 war er zahlungsunfähig und nicht mehr in der Lage, dem als Feldherrn entlassenen Wallenstein weitere Kredite zu geben, um dessen politisch-militärisches Fortkommen und privates Leben finanziell zu stützen. Dieser ließ ihn mitleidlos fallen. Am 11. September 1630 wählte Hans de Witte den Freitod und stürzte sich in einen Brunnen hinter seinem Wohnhaus auf der Kleinseite in Prag.
Für die Finanzierung von Kriegen durch Verpachtung der Münzregale an Hoffaktoren und die anschließende Inflation durch Münzverschlechterung mit all den Folgen gibt es nach Ende des Dreißigjährigen Krieges 1648 zahlreiche weitere Beispiele.

## Medien
- Zweiter und dritter Teil des vierteiligen Fernsehfilms Wallenstein, D 1978, Erstausstrahlung 22. November 1978 im ZDF[2]
- Glauben, Leben, Sterben – Menschen im Dreißigjährigen Krieg, Doku-Drama von Stefan Ludwig, Erstausstrahlung 25. Juni 2018 in der ARD